# Влашиха, Эккехард
Эккеха́рд Влаши́ха (нем. Ekkehard Wlaschiha, 28 мая 1938, Пирна — 20 февраля 2019, Байройт) — немецкий оперный певец (баритон), наиболее прославившийся исполнением вагнеровских ролей, в особенности Альбериха. Дважды лауреат премии «Грэмми» (в 1990 и 1991 годах), в 1992 году был на неё номинирован. И обе премии, и номинацию получил за исполнение партии Альбериха.
Дядя актёра Тома Влашихи.

## Биография
Влашиха родился в Пирне (Саксония). Первоначально он хотел поступить в Дрезденскую высшую школу музыки, однако на вступительном прослушивании уже через пять минут его прервали, сообщив, что певца из него не выйдет, и посоветовав выбрать другую профессию. Тогда Влашиха, не желая отказываться от идеи учиться пению, попробовал поступить в Веймарскую Высшую школу музыки и был принят.
В 1961 году, завершив учёбу, Влашиха начал выступать в Гере, где он исполнял различные роли в операх, опереттах и мюзиклах. Затем он участвовал в спектаклях Саксонского театра Дрезден—Радебойль (1964—1966 гг.) и — под руководством Гарри Купфера — Немецкого национального театра в Веймаре (1966—1970 гг.). С 1970 по 1982 годы был постоянным членом труппы Лейпцигской оперы. Активно гастролировал, посещая в том числе Ленинград и Софию. Был занят в мировых премьерах опер «Греческая свадьба» Роберта Ханелла (1969) и «Тень» Фрица Гайслера (1975). 
С 1982 по 1992 годы — солист Берлинской государственной оперы. 
В 1984 году Влашиха дебютировал на Байройтском фестивале в роли Альбериха в «Гибели богов». За всю жизнь он был задействован в 27 премьерных и возобновлённых постановках фестиваля, в последний раз поучаствовав в нём в 1998 году, спев Альбериха во всех трёх операх «Кольца», где фигурирует этот персонаж, и Клингзора в «Парсифале». 
В 1988 году дебютировал в Метрополитен-опере, где в дальнейшем исполнил более 60 ролей. Исполнял Альбериха в спектаклях «Кольца нибелунга» в постановке Отто Шенка, охарактеризованной как «лучшее достижение десятилетия для Метрополитен-оперы и её художественного руководителя». В 1990 году состоялась видеотрансляция этой постановки, с участием в том числе Влашихи, на Public Broadcasting Service с комментариями Ф. Мюррея Абрахама — на тот момент наиболее масштабная оперная трансляция в истории американского телевидения. 
За записи «Кольца нибелунга», подготовленные под руководством Джеймса Левайна, Влашиха и получил обе премии «Грэмми» (за «Золото Рейна» и «Гибель богов») и номинацию (за «Зигфрида»).
В возрасте 65 лет Влашиха завершил музыкальную карьеру. Его прощальное выступление состоялось в Дрездене, на сцене Земперопер, в партии дона Пизарро в «Фиделио». Последние годы прожил в Байройте, где скончался 20 февраля 2019 года. 
Даже после ухода со сцены сохранял крепкие дружеские отношения с коллегой по Байройтскому фестивалю басом Хансом Зотином, которого, в частности, пригласил на своё восьмидесятилетие.

## Оценки творчества
Эккехард Влашиха настолько часто пел в операх Вагнера, в частности, в «Кольце нибелунга» в партии Альбериха, что его прозвали «дежурный Альберих» (нем. Alberich vom Dienst). Его исполнение этой роли называли «достойным восхищения»; даже в вышедшей в 2012 году рецензии BBC Music Magazine, где постановка «Кольца» 1990 года в Метрополитен-Опере была оценена в три звезды из пяти, «злобный Альберих Эккехарда Влашихи» был указан в числе сильных сторон спектаклей. Исполнение им других вагнеровских партий, например, Клингзора в «Парсифале», также получало положительные оценки критиков.
Есть, впрочем, и более прохладные отзывы о пении Влашихи. В рецензии Gramophone, в целом очень негативно оценивающей запись «Кольца» 1990 года, упомянуто, что голос Влашихи звучит «отрывисто, слегка хрипло и уж точно недостаточно угрожающе».